# Lakeshore East

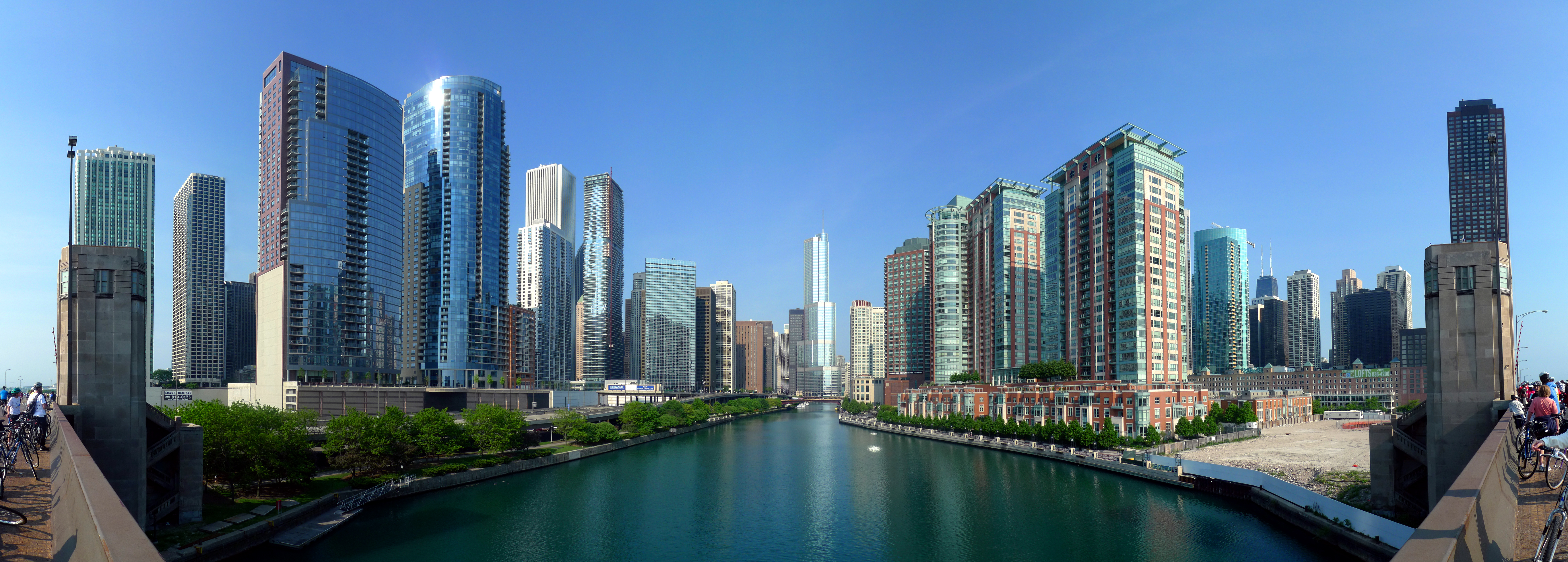
Chicago River

Lakeshore East (Riva del lago est) è un piano per lo sviluppo strategico urbano, o comunemente chiamato master plan urbano, commissionato da Magellan Development Group nel quartiere Loop a Chicago (Illinois, Stati Uniti). È situata a nord-est del quartiere Loop, ed è anche chiamato il Near East Side, centro finanziario della città.
L'area confina con Wacker Drive a nord, Columbus Drive a ovest, Lake Shore Drive a est ed East Randolph Street a sud.
Skidmore, Owings & Merrill hanno creato il master plan dell'area. Il completamento, all'inizio era programmato per il 2011, successivamente spostato per il 2013. Nell'area vi sono ancora edifici costruiti tra gli anni sessanta e settanta del XX secolo oltre a quelli previsti dal masterplan.
Pertanto, il termine "Lakeshore East" si riferisce solamente all'area ristretta del master plan, mentre il termine "New Eastside" si riferisce al quartiere che lo circonda, il quale si estende verso ovest fino a Michigan Avenue.
L'area del Lakeshore East è caratterizzata per i suoi grattacieli più alti di Chicago e può essere inclusa tra le zone di edifici più alti negli Stati Uniti. La progettazione degli edifici è stata pensata per varie tipologie di residenza, ma incentrato ad un uso misto con il settore terziario.

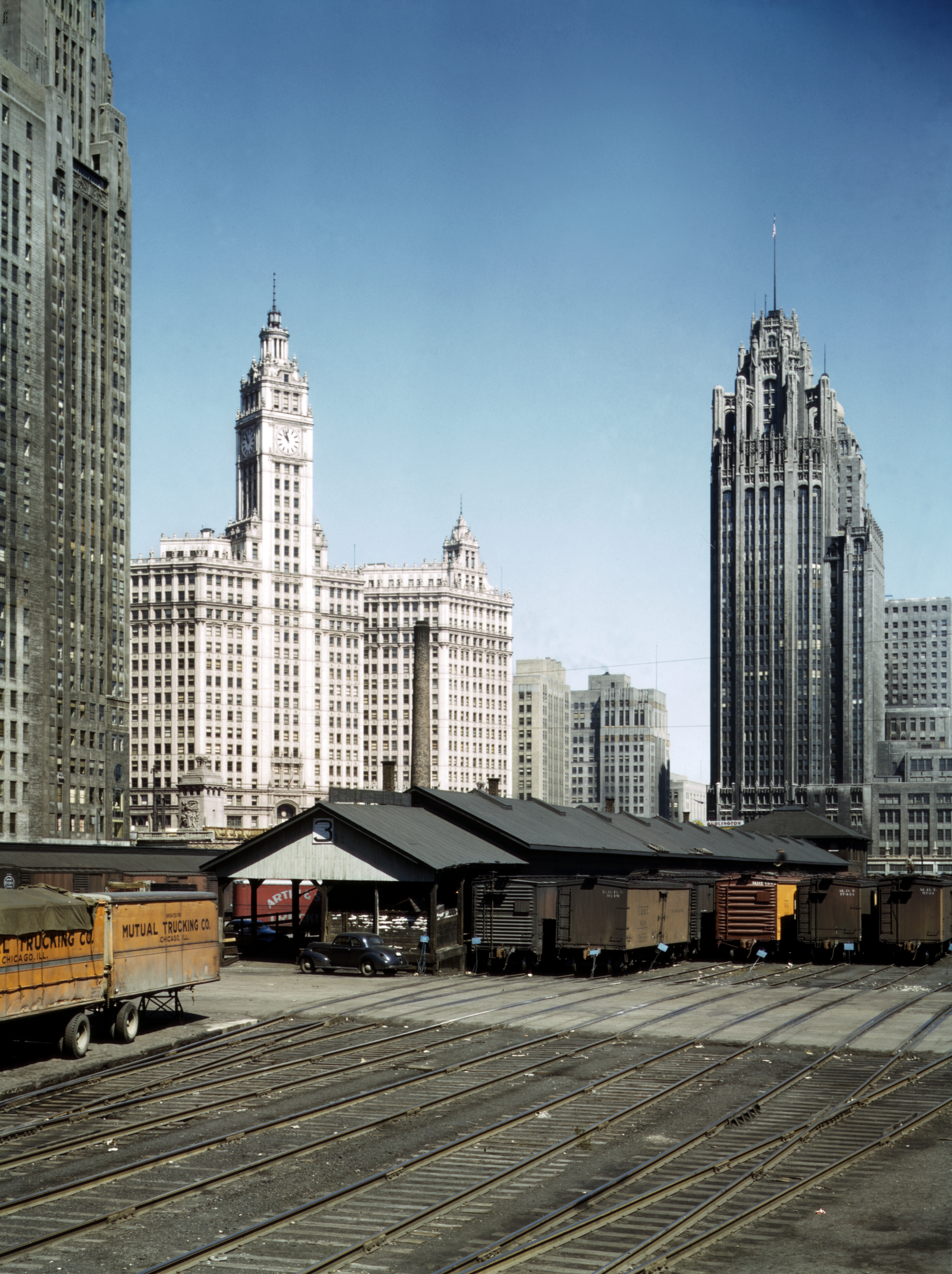
Il vecchio terminal al 333 North Michigan (April 1943).

## Storia
Precedentemente alla riqualificazione urbana, quest'area era stata dismessa dalla Illinois Central Railroad, ferrovia che collega Chicago con capolinea New Orleans.
Per molti anni l'area rimase inutilizzata, ed una parte della zona venne utilizzata per un campo da golf a nove buche, conosciuto come Metro Golf: ideato da Pete Dye venne aperto nel 1994 fino al 2001.
Numerosi sono gli edifici preesistenti al XIX secolo come Blue Cross Blue Shield Tower, Three Illinois Center, Swissôtel Chicago, Buckingham Plaza, The Parkshore, North Harbor Tower, 400 East Randolph Street Condominiums e Harbor Point.

## Edifici

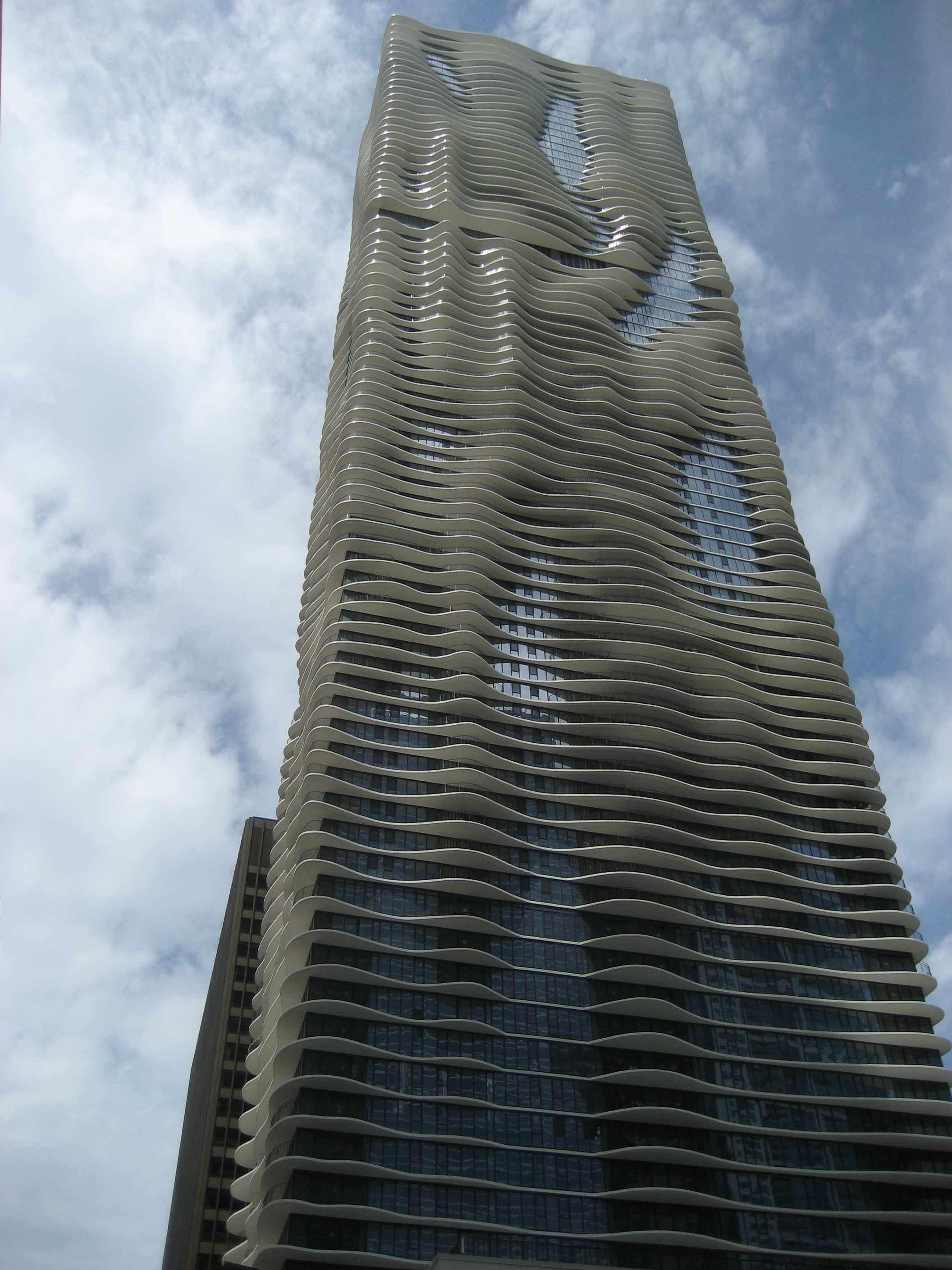
Grattacielo Aqua

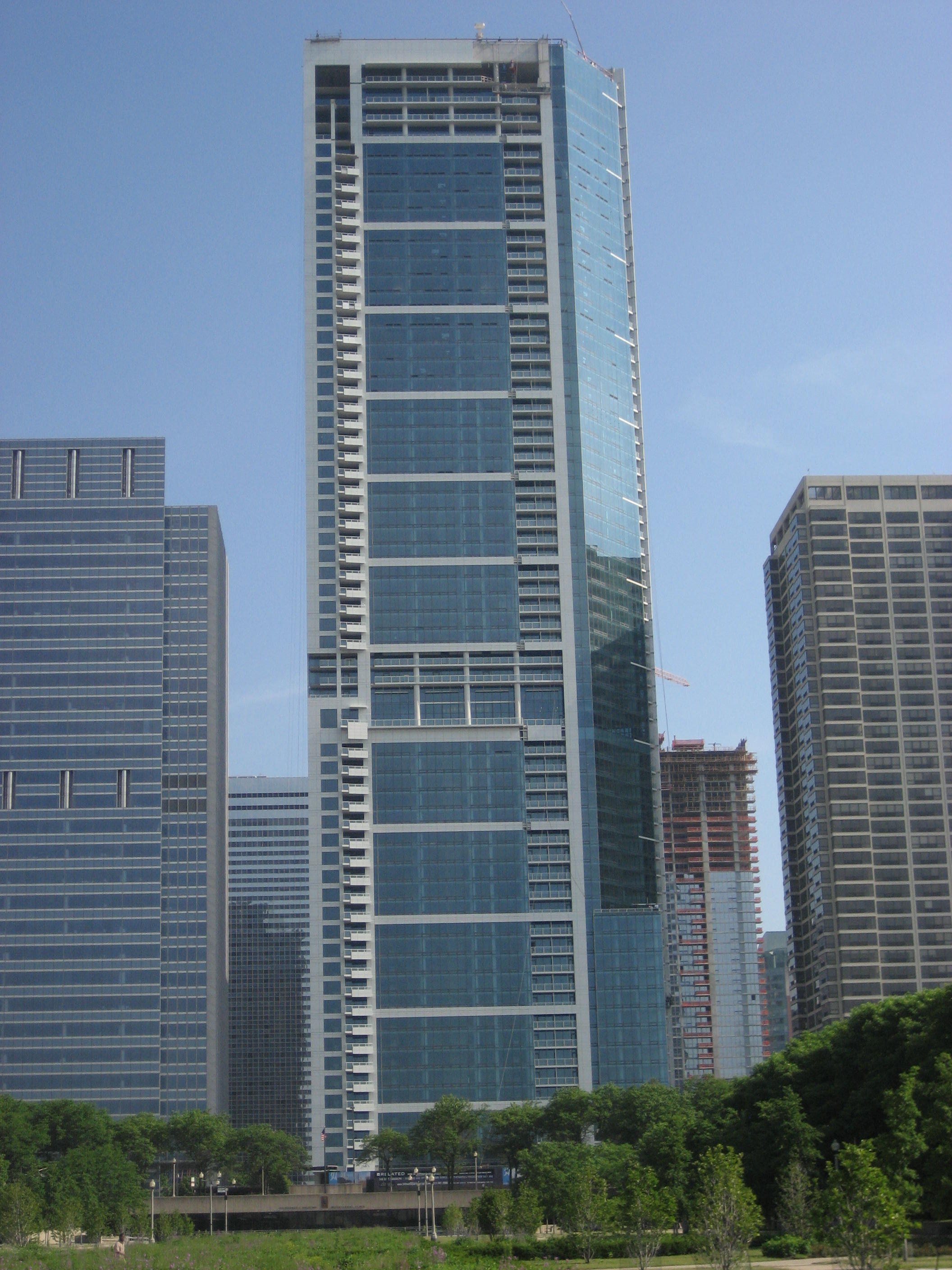
Vista di 340 on the Park da Grant Park oil 29 luglio 2007

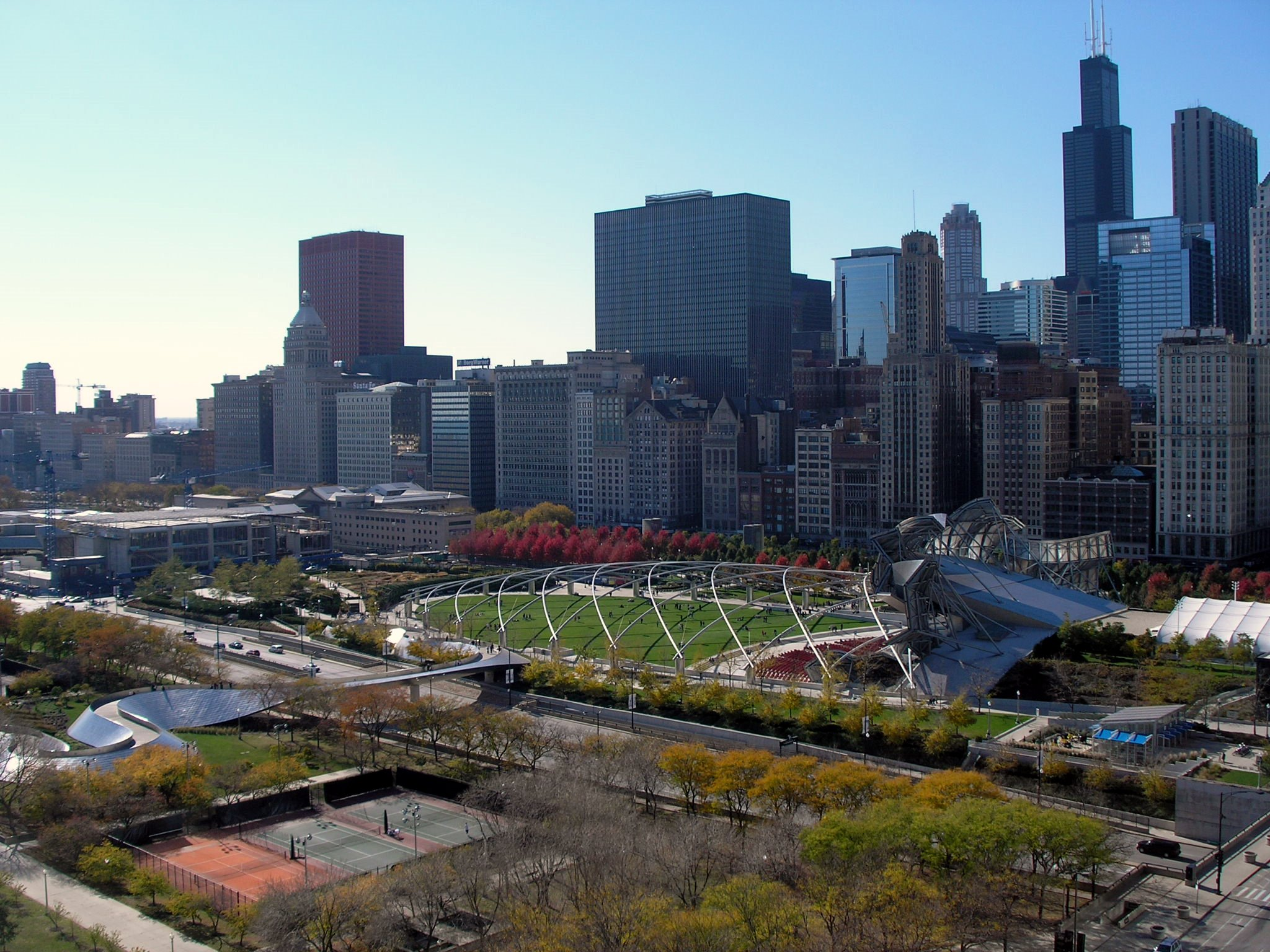
Vista da sud-ovest di 340 on the Park tra cui il Millennium Park, Art Institute of Chicago, Historic Michigan Boulevard District e Chicago Loop.

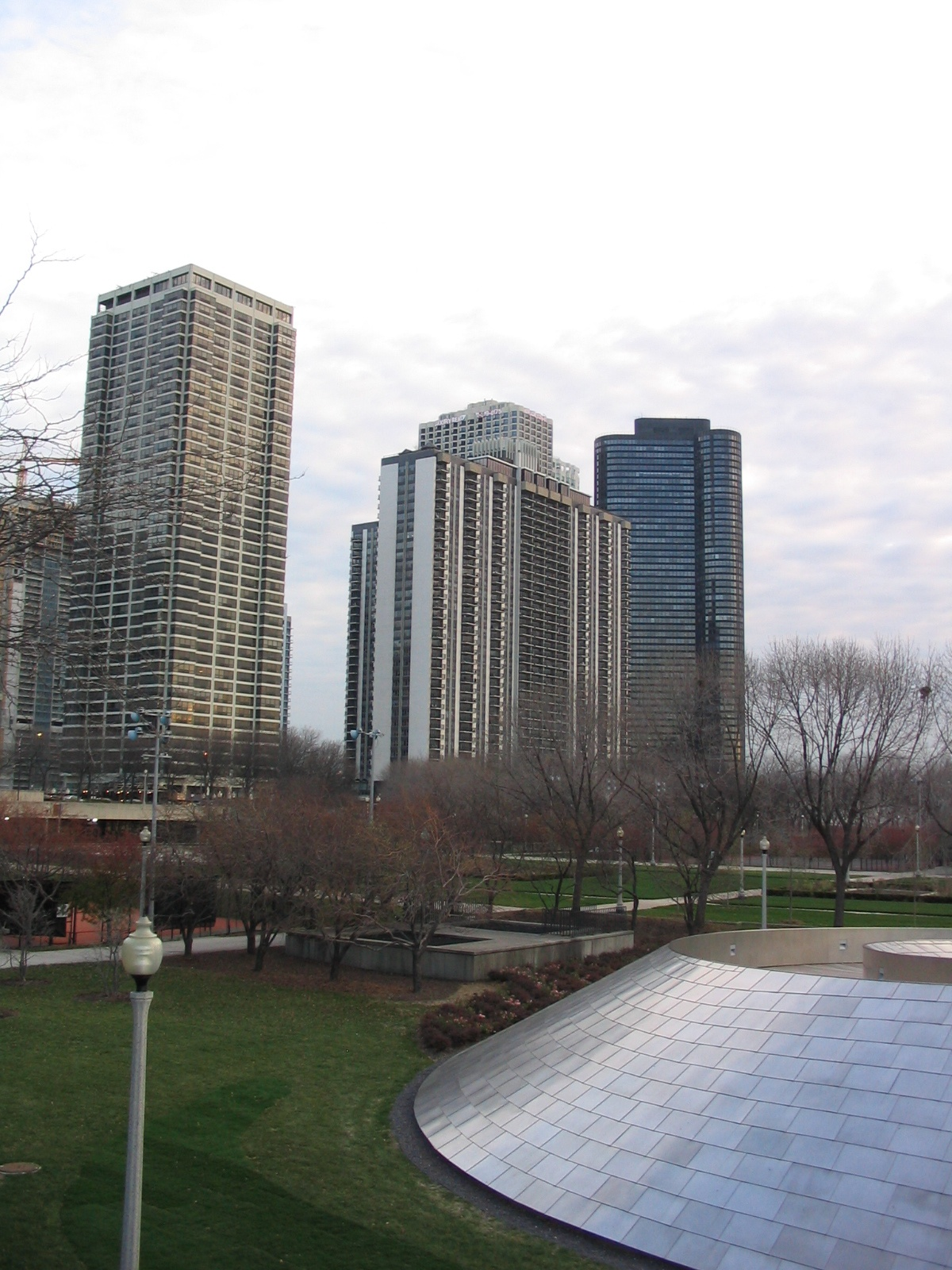
Vista da BP Pedestrian Bridge.

| Edificio                     | Indirizzo                 | Completato         | Piani | Altezza               | Uso                         |
| 400 East Randolph            | 400 E. Randolph Street    | 1963               | 40    | 378 piedi (115,2 m)   |                             |
| Harbor Point                 | 155 N. Harbor Drive       | 1975               | 54    | 550 piedi (167,6 m)   |                             |
| Three Illinois Center        | 303 E. Wacker Drive       | 1979               | 28    | 350 piedi (106,7 m)   |                             |
| The Buckingham               | 360 E. Randolph Street    | 1982               | 44    | 400 piedi (121,9 m)   | Condominium                 |
| North Harbor Tower           | 175 N. Harbor Drive       | 1988               | 55    | 556 piedi (169,5 m)   |                             |
| Swissôtel Chicago            | 323 E. Wacker Drive       | 1989               | 45    | 457 piedi (139,3 m)   | Hotel                       |
| Blue Cross Blue Shield Tower | 300 E. Randolph Street    | 2010               | 54    | 743 piedi (226,5 m)   |                             |
| The Parkshore                | 195 N. Harbor Drive       | 1991               | 56    | 556 piedi (169,5 m)   |                             |
| The Lancaster                | 201 N. Westshore Drive    | 2005               | 30    | 324 piedi (98,8 m)    | Condominium                 |
| The Shoreham                 | 400 E. South Water Street | 2005               | 47    | 450 piedi (137,2 m)   | Apartment/Retail            |
| The Regatta                  | 420 E. Waterside Drive    | 2007               | 45    | 466 piedi (142,0 m)   | Condominium                 |
| 340 on the Park              | 340 E. Randolph Street    | 2007               | 64    | 672 piedi (204,8 m)   | Condominium/Retail          |
| The Chandler                 | 450 E. Waterside Drive    | 2008               | 36    | 389 piedi (118,6 m)   | Condominium                 |
| The Tides                    | 360 E. South Water Street | 2008               | 51    | 500 piedi (152,4 m)   | Apartment                   |
| Aqua                         | 225 N. Columbus Dr.       | 2009               | 82    | 822 piedi (250,5 m)   | Hotel/Apartment/Condominium |
| Wanda Vista                  | 375 E. Wacker Drive       | Under Construction | 93    | 1 186 piedi (361,5 m) | Hotel/Condominium           |
| Lakeshore East Building 2-O  |                           | proposed           |       | 650 piedi (198,1 m)   |                             |
| Coast at Lakeshore East      | 345 E. Wacker Drive       | 2013               | 45    | 550 piedi (167,6 m)   |                             |
| Lakeshore East Building 3-I  |                           | proposed           |       | 525 piedi (160,0 m)   |                             |
| Lakeshore East Building 1-K  |                           | proposed           |       | 420 piedi (128,0 m)   |                             |
| Lakeshore East Building 3-J  |                           | proposed           |       | 340 piedi (103,6 m)   |                             |
| Lakeshore East Building 3-L  |                           | proposed           |       | 280 piedi (85,3 m)    |                             |
|                              |                           |                    |       |                       |                             |

## Premi[2]
La riqualificazione urbana vinse numerosi premi per l'architettura e per il piano urbanistico. Infatti nel 2002 vinse il suo primo premio a livelli nazionale per il disegno urbano dalla American Institute of Architects.
Il parco è stato premiato come miglior nuovo parco di Chicago dal Chicago magazine e come miglior spazio aperto da Friends of Downtown.
Nel 2008, l'International Real Estate Federation dichiarò il master plan del Lakeshore East come vincitore del FIABCI Prix D'Excellence international award.
- 2010 AIA Illinois Daniel Burnham Honor Award, Lakeshore East
- 2008 FIABCI (International Real Estate Federation) Prix d’Excellence Award
- 2007 Greater North Michigan Avenue Association, Development of the Year
- 2002 American Institute of Architects, Planned Community Award